# كيفن هنتلي
كيفن هنتلي (بالإنجليزية: Kevin Huntley)‏ هو لاعب كرة قدم أمريكية أمريكي، ولد في 8 أبريل 1982 في واشنطن العاصمة في الولايات المتحدة.

## وصلات خارجية
- كيفن هنتلي على موقع مرجع كرة القدم المحترفة.كوم (الإنجليزية)